# Kees Baard
Cornelis Wilhelmus Marinus (Kees) Baard (Amsterdam, 12 december 1897 – Voorst, 28 juli 1972) was een Nederlands kunstschilder, architect, substituut-officier en kunstverzamelaar. Een substituut-officier van justitie is een jurist die aan het begin van de loopbaan bij het openbaar ministerie staat. Zij worden ook wel plaatsvervangend officier van justitie genoemd.
Baard werkte in Amsterdam tot 1943 en in Alkmaar tot 1962. Hij maakte bloemstillevens en religieuze kunst. De Amsterdamse kunstverzamelaars Piet Boendermaker en Baard zorgden voor de bekendheid van de Bergense School.
Kees Baard woonde tussen 1961 en 1964 in Schaesberg in Zuid-Limburg. Hij vervaardigde in de Barbara Kerk in Kakert (Gemeente Landgraaf) in 1962/1963 drie tableaus met geometrische motieven. Op een van de drie tableaus staan de namen van de vier evangelisten, op een ander staat het christusmonogram. Het werd op verzoek van de pastoor ontworpen als bekleding van de preekstoel. Naast deze drie tableaus zijn ook de wijdingskruizen en een deel van het Maria-altaar op dezelfde wijze uitgevoerd.